# Alhaji Kamara
Alhaji Kamara (Freetown, Sierra Leona, 16 de abril de 1994) es un futbolista de Sierra Leona que juega en la posición de delantero con el CD Mafra de la Segunda División de Portugal.

## Carrera

### Club
| Periodo   | Club                             |
| --------- | -------------------------------- |
| 2010-2013 | Kallon FC                        |
| 2012      | → Djurgårdens IF (cedido)        |
| 2013      | → IK Frej (cedido)               |
| 2013      | → IFK Värnamo (cedido)           |
| 2014–2016 | IFK Norrköping                   |
| 2015      | → Johor Darul Ta'zim FC (cedido) |
| 2016–2017 | DC United                        |
| 2017      | → Richmond Kickers (cedido)      |
| 2017–2018 | Al-Taawoun FC                    |
| 2018–2019 | FC Sheriff Tiraspol              |
| 2019      | Vendsyssel FF                    |
| 2019–2024 | Randers FC                       |
| 2024–     | FC Midtjylland                   |
| 2024–     | → CD Mafra (cedido)              |

### Selección nacional
Alhaji Kamara debutó con Sierra Leona el 29 de febrero de 2012 en la derrota por 1-2 sobre Santo Tomé y Príncipe en Santo Tomé por la clasificación para la Copa Africana de Naciones de 2013, partido donde anotó su primer gol internacional.
En enero de 2022 Kamara es convocado por el entrenador John Keister para  jugar en la Copa Africana de Naciones 2021. donde anotó un gol en el empate 2-2 ante Costa de Marfil en Duala.

## Vida personal
En febrero de 2016 se dio a conocer que Kamara tenía potencial para desarrollar un ataque cardíaco y que debía de retirarse del fútbol. Kamara fue evaluado por el cardiólogo de la MLS Matthew Martinez, especialista en el MedStar Georgetown University Hospital. Luego de una prueba precisa se determinó que la condición de Kamara no era una broma, aunque médicamente podía continuar con su carrera como futbolista. Posteriormente fue contratado por el D.C. United en la Major League Soccer, con la condición de que debía de hacerse chequeos médicos al final de cada temporada.

## Logros
- Allsvenskan: 2015
- Copa de Dinamarca: 2020–21